# Adriana D. Briscoe

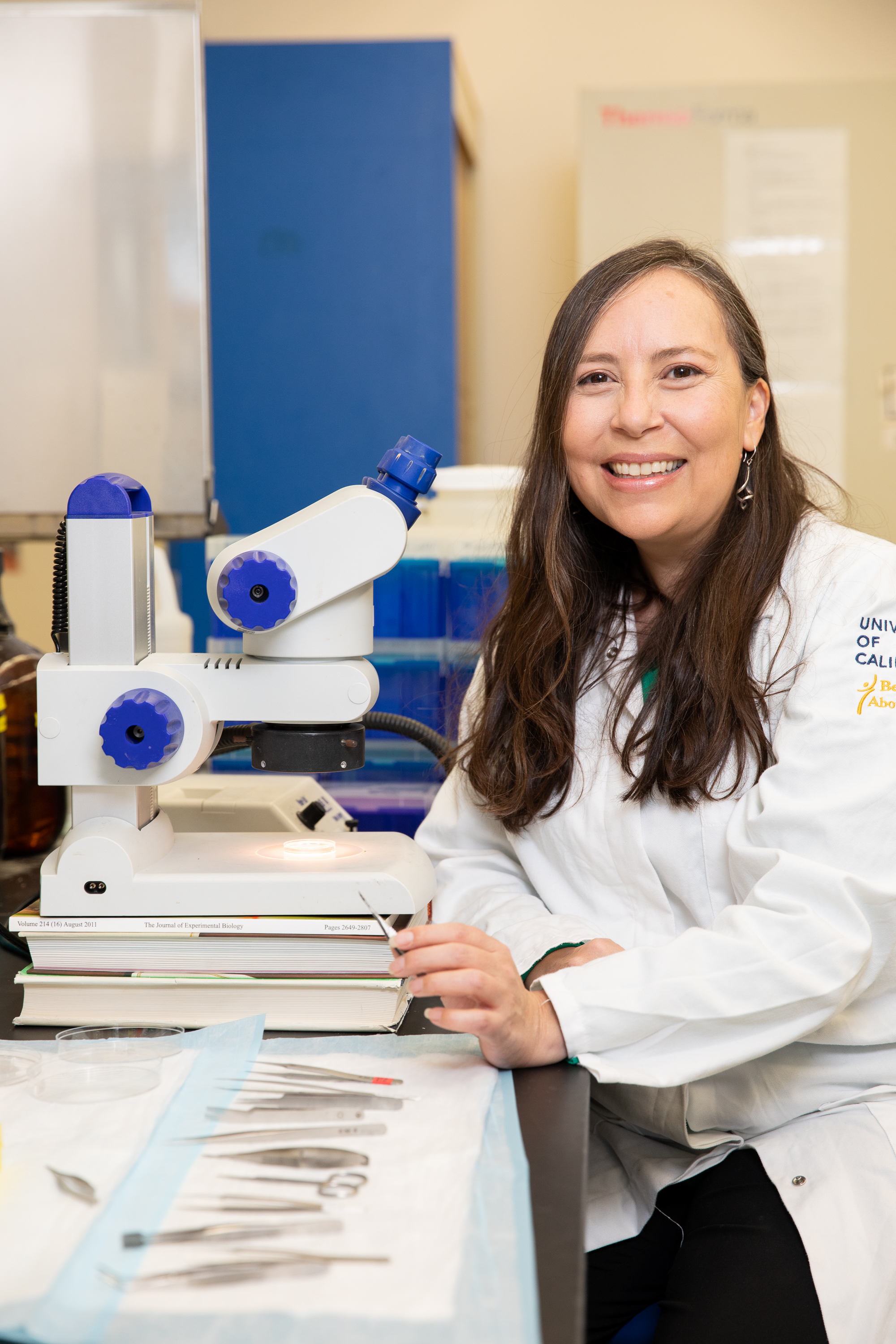
Adriana Briscoe (2018)

Adriana Darielle Mejía Briscoe (* in Honolulu, Hawaii) ist eine US-amerikanische Evolutionsbiologin an der University of California, Irvine. Hier ist sie Professorin in der Abteilung für Ökologie und Evolutionsbiologie.
Briscoe ist für ihre Arbeiten bekannt, wie das Farbsehen im Zusammenhang mit Mimikry und Arterkennung ökologische Interaktionen zwischen Schmetterlingen, Wirtspflanzen und der Umwelt vermittelt.

## Leben und Wirken
Adriana Briscoe wuchs in Colton, Kalifornien, auf. Sie erwarb an der Stanford University je einen Bachelor in Philosophie und Biowissenschaften, einen Master in Philosophie und bei Naomi Pierce und Richard Lewontin an der Harvard University einen Ph.D. in Biologie. Anschließend arbeitete sie als Research Fellow an der University of Cambridge, Vereinigtes Königreich. Seit 2012 ist sei Professorin an der University of California, Irvine.
Briscoe und Mitarbeiter verwenden Schmetterlinge als Modellorganismus. Sie untersuchen, wie natürliche Selektion die Aminosäuresequenz bestimmter Proteine verändert und damit Physiologie und Verhalten ändert, insbesondere Farbsehen und Farbgebung der Schmetterlingsflügel. Sie gilt als führend in der Sequenzierung von Schmetterlingsgenomen, auch zu Zwecken der Arterhaltung. Sie machte sich um die Förderung von Lehrenden der Black, Indigenous, and People of Color (BIPoC) in den sogenannten STEM-Fächern (Science, Technology, Engineering, Mathematics) verdient. Sie gehört zum wissenschaftlichen Beirat (Scientific Advisory Board) des Max-Planck-Instituts für chemische Ökologie.
Briscoe hat laut Google Scholar einen h-Index von 45, laut Datenbank Scopus einen von 36 (jeweils Stand August 2025).

## Auszeichnungen (Auswahl)
- 2017 Fellow der American Association for the Advancement of Science
- 2018 Fellow der California Academy of Sciences
- 2021 Guggenheim-Stipendium[5]
- 2022 Mitglied der American Academy of Arts and Sciences[1]
- 2024 Mitglied der National Academy of Sciences[6]